# Mädchen Amick
Mädchen Amick est une actrice américaine, née le 12 décembre 1970 à Sparks (Nevada).
Elle est principalement connue pour ses rôles de Shelly Johnson dans la série Twin Peaks, Wendy Beauchamp dans Witches of East End et d'Alice Cooper dans Riverdale. Elle fit également une apparition dans les séries Gossip Girl, Gilmore Girls et American Horror Story.

## Biographie

### Jeunesse et révélation télévisuelle (années 1980-1990)
Mädchen naît à Sparks dans le Nevada, de parents allemands. Mädchen signifie « fille » en allemand, ses parents souhaitaient un prénom sortant de l'ordinaire. Dès son enfance Mädchen est encouragée par ses parents à suivre ses aspirations artistiques. Elle a ainsi appris à jouer de plusieurs instruments de musique et pris de nombreux cours de danse.
En 1987, à l'âge de 16 ans, elle déménage à Los Angeles pour entreprendre une carrière d'actrice. Elle se partage entre des emplois de mannequin et de danseuse dans les clips vidéo de Rick Astley ou Julio Iglesias. Elle fait une première apparition à l'écran en 1989 dans les séries télévisées Star Trek : La Nouvelle Génération et Alerte à Malibu.
Ce n'est qu'avec Twin Peaks (1989-90) de David Lynch, où elle interprète Shelly Johnson, une jeune femme persécutée par son mari, qu'elle accède à la célébrité internationale. Quand la série s'achève, elle tente de percer au cinéma, mais revient finalement à la télévision.
Elle accepte d'incarner la manipulatrice et sexy Carrie Fairchild dans la série Central Park West, lancée à la rentrée 1995. Mais le programme ne dure qu'une seule saison, en 1996. Après quelques films et téléfilms, elle tente une nouvelle série : ce sera pour le remake de la série éponyme des années 1970, L'Île fantastique, diffusée entre 1998 et 1999. Mais là encore, c'est l'échec. Elle rebondit aussitôt vers un rôle dans les derniers épisodes de la seconde saison de Dawson, diffusés début 1999.

### Progression discrète (années 2000)
Par la suite, elle enchaîne les téléfilms et films à petit budget, tenant des rôles récurrents dans des séries à succès - trois épisodes de  Gilmore Girls (2002-2003), une dizaine d'épisodes de la série médicale  Urgences (2004-2005), puis cinq épisodes de l'éphémère sitcom Joey (2005).
Elle décroche pour la saison 2005-2006, un rôle principal dans une nouvelle sitcom, Freddie. Mais la série disparait au bout d'une seule saison de 22 épisodes.
L'actrice repart donc vers des rôles récurrents : cinq épisodes de l'éphémère série d'espionnage Kidnapped (2006-2007), avant de décrocher une année 2008 très riche : elle débute avec quatre épisodes de la seconde saison de la populaire série pour adolescents Gossip Girl, puis elle joue dans cinq épisodes de la série sexy Californication, et enfin revient dans un rôle régulier dans la nouvelle série d'espionnage, Mon meilleur ennemi. Ce nouvel essai est néanmoins un flop, qui disparait au bout de 9 épisodes.

### Retour au premier plan (années 2010)
Après l'échec d'un pilote de série judiciaire en 2009, elle accepte un rôle récurrent dans la troisième saison de Damages, et trois des Les Experts : Manhattan, diffusés en 2010. Elle enchaîne ensuite les apparitions isolées dans de multiples séries, jusqu'en 2014, où elle intègre, pour la première fois, la distribution principale d'une nouvelle série qui sera renouvelée, Witches of East End. Les audiences de cette série fantastique finissent cependant par faiblir, et la série est arrêtée après deux saisons, fin 2014.

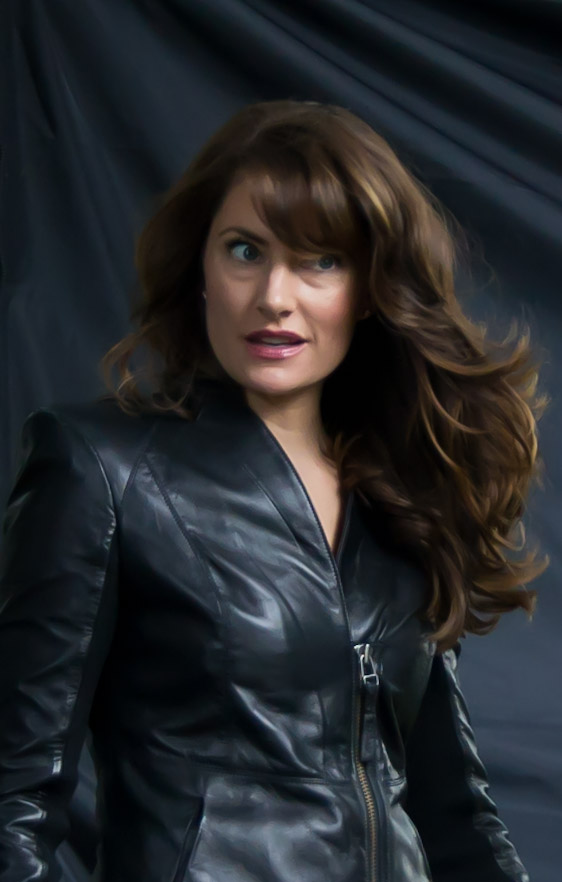
L'actrice sur le tournage de la sixième saison de la série Psych, en juillet 2011.

L'actrice parvient cependant à rebondir vers des projets plus exposés : après trois épisodes de la cinquième saison de l'acclamée American Horror Story: Hotel, elle joue dans trois épisodes de la comédie de Netflix, Love, où elle joue la mère de l'héroïne principale de la série Wichita.

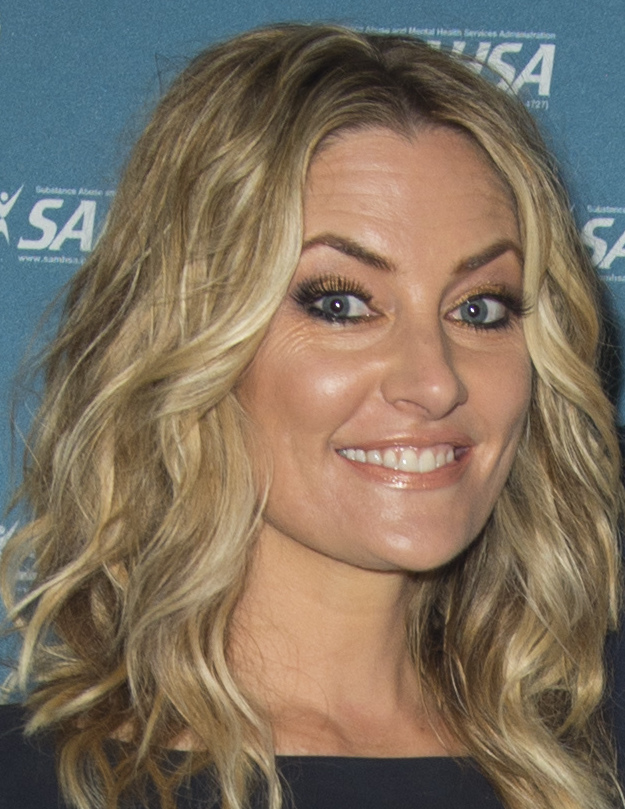
L'actrice en 2016.

En février 2016, elle rejoint la distribution du pilote de Riverdale, une série adaptée des personnages de comics du célèbre éditeur Archie Comics, pour interpréter Alice Cooper. En mai 2016, la série est officiellement commandée. Elle est diffusée depuis le 26 janvier 2017 sur le réseau The CW et aussi sur Netflix.
Enfin, début 2017 est lancée la troisième saison de Twin Peaks. La comédienne y reprend son rôle de Shelly Johnson, toujours sous la direction de David Lynch.

### Vie privée
Elle est mariée à David Alexis depuis 1992 et a deux enfants. Elle vit toujours à Los Angeles.

## Filmographie

### Cinéma

#### Longs métrages
- 1990 : Un look d'enfer (Don't Tell Her It's Me) de Malcolm Mawbray : Mandy
- 1991 : Borrower de John McNaughton : Megan
- 1992 : Twin Peaks: Fire Walk with Me de David Lynch : Shelly Johnson
- 1992 : La Nuit déchirée (Sleepwalkers) de Mick Garris : Tanya Robertson
- 1993 : Une épouse trop parfaite (Dream Lover) de Nicholas Kazan : Lena Mathers
- 1993 : La Garce (en) (Love, Cheat & Steal) de William Curran : Lauren Harrington
- 1994 : Descente à Paradise (Trapped in Paradise) de George Gallo : Sarah Collins
- 1995 : French Exit (en) de Daphna Kastner : Zina
- 1996 : Bombshell de Paul Wynne : Angeline
- 1997 : Survivance [7](Wounded) de Richard Martin : Julie Clayton
- 1997 : Les Roses de l'assassin (Twist of Fate) de Max Fisher : Rachel Dwyer
- 2000 : La Liste (The List) de Sylvain Guy : Gabrielle Mitchell
- 2001 : La Loi des armes (Scenes of the Crime) de Dominique Forma : Carmen
- 2001 : Face to Face (Italian Ties) de Ellie Kanner : Jamie
- 2002 : Global Effect de Terry Cunningham : Docteur Sera Levitt
- 2005 : Four Corners of Suburbia d'Elizabeth Puccini : Rachel Samson
- 2011 : Priest de Scott Charles Stewart : Shannon Pace

### Télévision

#### Séries télévisées
- 1989 : Alerte à Malibu (Baywatch) : Laurie Harris
- 1989 : Star Trek : La Nouvelle Génération (Star Trek : The Next Generation) : Anya
- 1990 - 1991 : Twin Peaks : Shelly Johnson
- 1995 : Fallen Angels : Mrs. Cordell
- 1995 - 1996 : Central Park West : Carrie Fairchild
- 1998 - 1999 : L'Île fantastique (Fantasy Island) : Ariel
- 1999 : Dawson (Dawson's Creek) : Nicole Kennedy
- 2002 : Gilmore Girls : Sherry Tinsdale
- 2003 : Wild Cards : Crystal Stevenson
- 2004 : Urgences (ER) : Wendall Meade
- 2005 : Joey : Sara
- 2005 : Freddie (en) : Allison
- 2005 : Jake in Progress (en) : Kylie
- 2008 : Gossip Girl : Duchesse Catherine Beaton
- 2008 : Californication : Janie Jones
- 2008 : Mon meilleur ennemi (My Own Worst Enemy) : Angelica « Angie » Spivey
- 2010 : Les Experts : Manhattan (CSI: NY) : Aubrey Hunter
- 2012 : Ringer : Greer
- 2012 : Drop Dead Diva : Gina Blunt
- 2012 : Psych : Enquêteur malgré lui (Psych) : Jacqueline Medeiros
- 2012 : Beauty and the Beast : Lois Withwort
- 2012 : Mad Men : Andrea Rhodes
- 2013 : Longmire : Deena
- 2013 - 2014 : Witches of East End : Wendy Beauchamp
- 2015 : American Horror Story : Mme Ellison
- 2016 : Frankenstein Code (Second Chance) : Joan Solodar
- 2016 : Love : La mère d'Arya
- 2017 : Twin Peaks : The Return : Shelly Johnson
- 2017 - 2023 : Riverdale : Alice Cooper

#### Téléfilms
- 1990 : Jury Duty: The Comedy de Michael Schultz : Miss Doddsworth
- 1990 : Red Devil Terror (I'm Dangerous Tonight) de Tobe Hooper : Amy
- 1991 : Collège, flirt et rock'n'roll (For the Very First Time) de Michael Zinberg : Rhonda
- 1995 : The Courtyard de Fred Walton : Lauren
- 1997 : La Mémoire du cœur (Heartless) de Judith Vogelsang : Ann « Annie » O'Keefe
- 1998 : The Hunted de Stuart Cooper : Samantha Clark
- 1999 : Mr. Rock 'n' Roll: The Alan Freed Story de Andy Wolk : Jackie McCoy
- 2001 : Hangman de Ken Girotti : Grace Mitchell
- 2002 : Les Rats (en) (The Rats) de John Lafia : Susan Costello
- 2005 : Une vie dans l'oubli (Lies and Deception) de Louis Bélanger : Jean Brooks
- 2010 : La Femme de trop (Unanswered Prayers) de Steven Schachter : Ava Andersson

## Voix françaises
En France, Anne Rondeleux est la voix française régulière de Mädchen Amick. Laura Préjean l'a également doublée à six reprises.
En France
- Anne Rondeleux dans :
  - Twin Peaks (série télévisée)
  - Shark (série télévisée)
  - Californication (série télévisée)
  - Damages (série télévisée)
  - La Femme de trop
  - Les Experts : Manhattan (série télévisée)
  - FBI : Duo très spécial (série télévisée)
  - Priest
  - Psych : Enquêteur malgré lui (série télévisée)
  - Beauty and the Beast (série télévisée)
  - Ringer (série télévisée)
  - Drop Dead Diva (série télévisée)
  - Witches of East End (série télévisée)
  - American Horror Story (série télévisée)
  - Frankenstein Code (série télévisée)
  - Riverdale (série télévisée)
- Laura Préjean dans (les séries télévisées) :
  - Gilmore Girls
  - Urgences
  - Joey
  - Freddie (en)
  - New York, police judiciaire
  - US Marshals : Protection de témoins

- Danièle Douet dans (les séries télévisées) :
  - Twin Peaks (2e voix)
  - Gossip Girl

- Rafaèle Moutier dans My Own Worst Enemy (série télévisée)
- Laurence Dourlens dans Une épouse trop parfaite
- Sophie Baranes dans Longmire (série télévisée)
- Dominique Chauby dans  Twin Peaks: Fire Walk with Me
- Catherine Cyler dans  Kidnapped (série télévisée)
- Marianne Leroux dans  Central Park West (série télévisée)
- Valérie Siclay dans  Méthode Zoé (série télévisée)
- Dominique Westberg dans Dawson (série télévisée)